# Bloxworth
Bloxworth är en ort och civil parish i Storbritannien.   Den ligger i kommunen Dorset och riksdelen England, i den södra delen av landet, 170 km sydväst om huvudstaden London. Bloxworth ligger 61 meter över havet och antalet invånare är 200.
Terrängen runt Bloxworth är platt. Runt Bloxworth är det ganska tätbefolkat, med 108 invånare per kvadratkilometer. Närmaste större samhälle är Poole, 13,5 km öster om Bloxworth. Trakten runt Bloxworth består till största delen av jordbruksmark.